# Байдак, Андрей Артемьевич
Андрей Артемьевич Байдак (1887 — не ранее 1931) — ротмистр 12-го уланского Белгородского полка, участник Белого движения на Юге России.

## Биография
Из дворян. Сын действительного статского советника Артемия Дмитриевича Байдака. Младший брат Алексей (ум. 1922) — поручик конной артиллерии, участник Белого движения в составе Добровольческой армии и ВСЮР.
Окончил Петровский Полтавский кадетский корпус (1905) и Елисаветградское кавалерийское училище (1908), откуда выпущен был корнетом в 12-й уланский Белгородский полк. Произведен в поручики 10 сентября 1911 года.
В Первую мировую войну вступил в рядах белгородских улан. За боевые отличия был награжден несколькими орденами, в том числе орденом Св. Анны 4-й степени с надписью «за храбрость». Произведен в штабс-ротмистры 10 сентября 1915 года «за выслугу лет», в ротмистры — 14 июля 1917 года «за отличия в делах против неприятеля».
С началом Гражданской войны прибыл в Добровольческую армию с группой офицеров 12-й кавалерийской дивизии. С 24 июня 1918 года был зачислен во 2-й офицерский конный полк, с 19 ноября 1918 года назначен командиром эскадрона 12-й кавалерийской дивизии в том же полку. С 22 февраля 1919 назначен командиром эскадрона 12-го уланского полка, с мая 1919 — командиром дивизиона 12-го уланского полка в составе Сводного полка 12-й кавалерийской дивизии. Произведен в полковники.
После Новороссийской эвакуации был назначен помощником командира 3-го кавалерийского полка Русской армии. В марте 1920 года принял временное командование полком после того, как полковник Псиол заболел тифом. После гибели полковника Псиола 23 июня 1920 года назначен командиром 3-го кавалерийского полка. Награждён орденом Св. Николая Чудотворца за конную атаку под селом Малая Токмачка 17 июня 1920 года, когда ведя полк в атаку, опрокинул красных и, обратив их в бегство, захватил 3 орудия. На 18 декабря 1920 года — в составе 2-го кавалерийского полка в Галлиполи.
В эмиграции в Югославии, составил исторический очерк «Участие Белгородских улан в Гражданской войне» (Белград, 1931). В 1931 году — начальник кадра 12-го уланского полка в Румынии (Хотин). Дальнейшая судьба неизвестна.

## Награды
- Орден Святой Анны 4-й ст. с надписью «за храбрость» (ВП 5.12.1914)
- Орден Святой Анны 3-й ст. с мечами и бантом (ВП 9.04.1915)
- Орден Святого Станислава 2-й ст. с мечами (ВП 19.04.1916)
- Орден Святителя Николая Чудотворца 2-й ст. (Приказ Главнокомандующего № 31, 24 января 1921)